# 포트탤벗 타운 FC
포트탤벗 타운 FC(영어: Port Talbot Town Football Club, 웨일스어: Clwb Pêl Droed Port Talbot)는 포트탤벗을 연고로 하는 웨일스의 축구 클럽이다. 현재는 웨일스의 2부 축구 리그인 웨일스 풋볼 리그 디비전 1에 참가하고 있다.

## 선수 명단

### 역대
- 앨런 테이트(2015 ~ 2016)